# Reserva Natural de Parmu
A Reserva Natural de Parmu é uma reserva natural localizada no condado de Võru, na Estónia.
A área da reserva natural é de 990 hectares.
A área protegida foi fundada em 2006 para proteger tipos de habitat valiosos e espécies ameaçadas nas aldeias de Kiviora, Muraski, Parmu, Pupli e Ritsiko (todas na freguesia de Rõuge).